# Вилалаго
Вилала̀го (на италиански: Villalago, на местен диалект la Villa, ла Вила) е село и община в Южна Италия, провинция Акуила, регион Абруцо. Разположено е на 930 m надморска височина. Населението на общината е 539 души (към 2011 г.).